# 马克-爱德华·弗拉希奇
马克-爱德华·弗拉希奇（法語：Marc-Édouard Vlasic，1987年3月30日—），加拿大男子冰球运动员，场上位置是后卫。他曾代表加拿大国家队参加2014年冬季奥林匹克运动会冰球比赛，获得一枚金牌。